# 台湾耳蕨
台湾耳蕨（学名：Polystichum formosanum），为鳞毛蕨科耳蕨属下的一个植物种。